# Zeche Röttgersbank
Die Zeche Röttgersbank ist ein ehemaliges Steinkohlenbergwerk in Essen-Altendorf. Das Bergwerk hat eine über 50-jährige Bergwerksgeschichte.

## Bergwerksgeschichte
Im Jahr 1749 erfolgte die Belehnung an Philipp Lange & Consorten. Die Bergrechtliche Gewerkschaft wurde unter dem Namen Gewerkschaft Sälzer gegründet. Der Abbau sollte in einem Feld zwischen den beiden Zechen Schölerpad und Herrenbank im Flöz Röttgersbank erfolgen. Im Jahr 1757 wurden die Gewerken vom Stift aufgefordert, nun mit den Arbeiten zu beginnen. Im Jahr 1776 wurde das Bergwerk nur noch in den Unterlagen erwähnt. Für das Jahr 1803 sind die ersten Abbauarbeiten verzeichnet. Es waren acht Schächte vorhanden. In diesem Jahr waren zwölf Bergleute auf dem Bergwerk beschäftigt. Aus dem Monat Oktober sind die ersten Förderzahlen bekannt, es wurden 5187 Ringel Steinkohle gefördert. Im Jahr 1804 wurde eine Dampfmaschine im Versuchsbetrieb betrieben. Im Jahr 1805 wurde eine Förderung von 3688 Tonnen Steinkohle erbracht. Im Jahr 1808 wurde die Zeche Röttgersbank auf Beschluss des Bergamtes stillgelegt. Die Schächte wurden verfüllt. Die Berechtsame wurde der Zeche Vereinigte Sälzer & Neuack zugeschlagen.